# Coronation (cheval)
Coronation (1946-1964) est une jument de course pur-sang anglais qui remporta le Prix de l'Arc de Triomphe en 1949. L'une des plus grandes championnes de l'histoire des courses françaises, elle était la propriété de Marcel Boussac, était entrainée par Charles Semblat et montée par Charlie Elliott ou Roger Poincelet.

## Carrière de courses
Lauréate pour ses débuts à Chantilly, Coronation est aussitôt envoyée en Angleterre disputer les Queen Mary Stakes, l'une des grandes courses de 2 ans du Meeting de Royal Ascot, une véritable charge de cavalerie où elle passe une tête devant 27 pouliches. Elle confirme dans le Prix Robert Papin qu'elle est peut-être la meilleure pouliche d'Europe née en 1946. Mais face aux mâles dans le Prix Morny, première confrontation avec les mâles, elle est nettement battue par le poulain Amour Drake et la pouliche Musette. Puis, pour son retour en Angleterre à l'automne face à ses contemporaines dans les Cheveley Park Stakes, patatras : Coronation est largement dominée.
Était-elle seulement précoce ? Non, car Coronation réapparaît en 1949 directement dans la Poule d'Essai des Pouliches, sans passer par une course de rentrée, et c'est un retour gagnant, ou presque, puisqu'elle doit partager les lauriers la victoire avec Galgala, les deux pouliches de l'écurie Boussac ne pouvant être départagées. Avec une seule course dans les jambes, donc, elle est renvoyée en Angleterre disputer les Oaks, sur 2 400 mètres, et ne trouve que la lauréate des 1000 Guinées, pour lui barrer la route à l'issue d'une lutte splendide. Elle enchaîne avec les Irish Oaks, mais là encore doit se contenter du premier accessit, à distance de la lauréate. Cette saison légère et convaincante lui permet de se présenter avec beaucoup de fraîcheur au départ du Prix de l'Arc de Triomphe. Devant 150000 spectateurs, elle s'envole dans la ligne droite finale et s'impose par quatre longueurs devant Double Rose, la pouliche de Rita Hayworth, et Amour Drake en troisième position.
Maintenue à l'entraînement à 4 ans, Coronation attend le mois de juin pour faire sa rentrée, qui se solde par une deuxième place dans le Prix d'Hédouville. Elle file ensuite en Angleterre défier Tantième, le meilleur 3 ans français, dans les Queen Elizabeth II Stakes (une course homonyme du fameux mile d'Ascot, créé en 1955). Mais elle ne gagnera qu'une seule fois en cette année 1950, dans une préparatoire à au Prix de l'Arc de Triomphe, avant d'échouer complètement dans la grande course, pour sa dernière course.
Qu'importe cet ultime échec, sa performance éblouissante dans l'Arc 1949 lui a valu un rating faramineux de la part de Timeform, 135, qui restera le meilleur rating attribué à une pouliche jusqu'à Habibti en 1983. Dans le livre de référence de John Randall et Tony Morris A Century of Champions, les auteurs font de Coronation la troisième meilleure pouliche française du XXe siècle derrière Allez France et Dahlia.

### Résumé de carrière
| Date         | Hippodrome       | Pays        | Course                      |             | Jockey          | Place       | Écart       | Vainqueur ou deuxième |
| 1948, 2 ans  | 1948, 2 ans      | 1948, 2 ans | 1948, 2 ans                 | 1948, 2 ans | 1948, 2 ans     | 1948, 2 ans | 1948, 2 ans | 1948, 2 ans           |
| ------------ | ---------------- | ----------- | --------------------------- | ----------- | --------------- | ----------- | ----------- | --------------------- |
| 6 juin       | Chantilly        | France      | Prix de Chantilly           | 1 000 m     | Charlie Elliott | 1er / 5     | 1           | Nitouche              |
| 16 juin      | Ascot            | Royaume-Uni | Queen Mary Stakes           | 1 000 m     | Charlie Elliott | 1er / 28    | tête        | Valkyrie              |
| 25 juillet   | Maisons-Laffitte | France      | Prix Robert Papin           | 1 200 m     | R. Poincelet    | 1er / 8     | 2 ½         | Fontenay              |
| 15 août      | Deauville        | France      | Prix Morny                  | 1 400 m     | ―               | 3e / 5      | 3 ¼         | Amour Drake           |
| 15 octobre   | Newmarket        | Royaume-Uni | Cheveley Park Stakes        | 1 200 m     | ―               | 4e / 7      | 4 ¾         | Pambidian             |
| 1949, 3 ans  |                  |             |                             |             |                 |             |             |                       |
| Mai          | Longchamp        | France      | Poule d'Essai des Pouliches | 1 600 m     | R. Poincelet    | 1er / 8     | d.-h.       | Galgala               |
| Juin         | Epsom            | Royaume-Uni | Oaks                        | 2 400 m     | Charlie Elliott | 2e / 17     | enc.        | Musidora              |
| Juillet      | Curragh          | Irlande     | Irish Oaks                  | 2 400 m     | ―               | 2e / 12     | 4           | Circus Ring           |
| 9 octobre    | Longchamp        | France      | Prix de l'Arc de Triomphe   | 2 400 m     | R. Poincelet    | 1er / 28    | 4           | Double Rose           |
| 1950, 4 ans  |                  |             |                             |             |                 |             |             |                       |
| 4 juin       | Chantilly        | France      | Prix d'Hédouville           | 2 000 m     | ―               | 2e / 5      | 1 ½         | Violoncelle           |
| 8 juin       | Ascot            | Royaume-Uni | Queen Elizabeth II Stakes   | 2 400 m     | R. Johnston     | 2e / 6      | tête        | Tantième              |
| 13 septembre | Longchamp        | France      | Prix Vermot                 | ―           | ―               | 1er / 4     | 4           | Tacito                |
| 8 octobre    | Longchamp        | France      | Prix de l'Arc de Triomphe   | 2 400 m     | Charlie Elliott | 11e / 12    |             | Tantième              |

## Au haras
Coronation ne laissa pas de descendance au haras, se révélant infertile. Pourtant Marcel Boussac la présenta chaque année à un étalon, mais jamais elle ne put engendrer le moindre poulain. L'année de sa mort, en 1964, elle en était à sa quatorzième tentative infructueuse. Peut-être son pedigree pour le moins audacieux n'y était-il pas pour rien, elle qui n'avait qu'un seul grand-père...

## Origines
Coronation est l'exemple le plus fameux, le plus extrême – et le plus réussi aussi, en termes de résultats sur la piste, mais pas vraiment en termes de descendance – des expériences de l'élevage Boussac en matière de consanguinité, expériences à demi contraintes puisqu'en raison de la guerre il était difficile de déplacer des juments d'un haras à un autre. En effet, elle est le fruit d'un inceste, puisqu'elle est inbred 2x2 sur Tourbillon, l'étalon fondateur du Haras de Fresnay-le-Buffard, trois fois tête de liste des étalons en France entre 1940 et 1945. Autrement dit, le père et la mère de Coronation sont demi frère et sœur. Et la consanguinité ne s'arrête pas là puisque Coronation est également inbred 4x4 sur l'hyper influent étalon Teddy. Marcel Boussac a souvent tenté ce type de croisement (2x2 sur Tourbillon) : 27 fois entre 1944 et 1957. Parmi les huit mâles et les neuf femelles ayant vu le jour, deux pouliches se sont signalées au plus haut niveau, Coronation et Cosmopolia, qui resta invaincue à 2 ans en gagnant le Prix de la Salamandre et ne reparut pas à 3 ans.
Djebel, le père de Coronation, vainqueur du Prix de l'Arc de Triomphe 1942, est un immense reproducteur en devenir (il sera quatre fois tête de liste en France). Esmeralda, sa mère, était une championne, lauréate du Prix Morny, du Prix de la Forêt et de la Poule d'Essai des Pouliches. Elle donna également le bon stayer Aram (par Pharos), vainqueur du Prix La Force, 2e de la Gold Cup et du Prix Royal Oak, devenu étalon au Brésil. À la génération précédente on retrouve la bonne Sanaa, lauréate du Prix de la Salamandre et troisième du Prix de la Forêt, mère également de Narses (Blue Peter), 3e du St. Leger, et de Nyangal (Djebel), 2e du Prix Jean Prat, 3e du Prix Hocquart, devenu par la suite un bon étalon en Argentine.

### Pedigree
| Origines de Coronation (FR), jument baie née en 1946 | Origines de Coronation (FR), jument baie née en 1946 | Origines de Coronation (FR), jument baie née en 1946 | Origines de Coronation (FR), jument baie née en 1946 |
| ---------------------------------------------------- | ---------------------------------------------------- | ---------------------------------------------------- | ---------------------------------------------------- |
| Père Djebel                                          | Tourbillon                                           | Ksar                                                 | Brûleur                                              |
| Père Djebel                                          | Tourbillon                                           | Ksar                                                 | Kizil Kourgan                                        |
| Père Djebel                                          | Tourbillon                                           | Durban                                               | Durbar                                               |
| Père Djebel                                          | Tourbillon                                           | Durban                                               | Banshee                                              |
| Père Djebel                                          | Loika                                                | Gay Crusader                                         | Bayardo                                              |
| Père Djebel                                          | Loika                                                | Gay Crusader                                         | Gay Laura                                            |
| Père Djebel                                          | Loika                                                | Cœur à Cœur                                          | Teddy                                                |
| Père Djebel                                          | Loika                                                | Cœur à Cœur                                          | Ballantrae                                           |
| Mère Esmeralda                                       | Tourbillon                                           | Ksar                                                 | Brûleur                                              |
| Mère Esmeralda                                       | Tourbillon                                           | Ksar                                                 | Kizil Kourgan                                        |
| Mère Esmeralda                                       | Tourbillon                                           | Durban                                               | Durbar                                               |
| Mère Esmeralda                                       | Tourbillon                                           | Durban                                               | Banshee                                              |
| Mère Esmeralda                                       | Sanaa                                                | Asterus                                              | Teddy                                                |
| Mère Esmeralda                                       | Sanaa                                                | Asterus                                              | Astrella                                             |
| Mère Esmeralda                                       | Sanaa                                                | Deasy                                                | Alcantara                                            |
| Mère Esmeralda                                       | Sanaa                                                | Deasy                                                | Diana Vernon (famille 14)                            |